# (7639) Offutt
(7639) Offutt es un asteroide perteneciente al cinturón exterior de asteroides descubierto el 21 de febrero de 1985 por el equipo del Observatorio Oak Ridge desde la Estación George R. Agassiz en Harvard (Massachusetts), Estados Unidos.

## Designación y nombre
Offutt recibió al principio la designación de 1985 DC1.
Más tarde, fue nombrado en honor a Warren B. Offutt (1928-2017), con motivo de su 70 cumpleaños, el 13 de febrero de 1998. Después de una carrera como ejecutivo de ingeniería, en su retiro se dedicó a las aplicaciones astronómicas del CCD, considerando en particular las contribuciones que pueden hacer los astrónomos aficionados. En su observatorio de Nuevo México ha realizado observaciones clave de varios de los objetos descubiertos en el cinturón de Kuiper en los últimos años, así como de otros cometas y planetas menores tan débiles como de magnitud 22. Su seguimiento de S/1997 U 2, satélite de Urano, jugó un papel crucial en el establecimiento de su órbita.

## Características orbitales
Offutt orbita a una distancia media del Sol de 3,257 ua, pudiendo alejarse hasta 3,616 ua y acercarse hasta 2,898 ua. Su excentricidad es 0,110 y la inclinación orbital 0,683 grados. Emplea 2146,92 días en completar una órbita alrededor del Sol.
Los próximos acercamientos a la órbita de Júpiter ocurrirán el 6 de diciembre de 2034, el 18 de mayo de 2046 y el 24 de septiembre de 2057.
Pertenece a la familia de asteroides de (24) Themis.

## Características físicas
La magnitud absoluta de Offutt es 13,18. Tiene 12,202 km de diámetro y su albedo se estima en 0,082.